# Каса-де-Кампо
Каса-де-Кампо (исп. Casa de Campo — «Деревенский дом») — курорт на юго-восточном побережье Доминиканской Республики (провинция La Romana). Включает в себя закрытый жилой комплекс и отель. В 2014 году курорт признан ведущим в Доминикане по версии World Travel Awards.
Неподалёку находится искусственный город Альтос де Чавон.

## История
Каса-де-Кампо основал американский промышленник австрийского происхождения Чарльз Блюдорн. Он делал большие инвестиции в экономическое и социальное развитие Доминиканской Республики, и одним из его проектов стал этот курорт.
В 1967 году компания Блюдорна «Gulf+Western» купила сахарную компанию «South Puerto Rico Sugar Company» за 54 миллиона долларов. В 1975 «Gulf+Western» преобразовала около 28 квадратных километров (7000 акров) территории сахарной мельницы в курорт Каса-де-Кампо, однако строительство вилл и полей для гольфа началось раньше – в 1971 году.
Чтобы поработать над дизайном интерьеров в Каса-де-Кампо, Блюдорн нанял своего друга, известного дизайнера Оскара де ла Рента. Впоследствии де ла Рента не только спроектировал курорт, но и построил там свою собственную виллу.
Блюдорн мечтал о том, чтобы курорт Каса-де-Кампо стал популярным у создателей кино, и потому часто приглашал к себе продюсеров, режиссёров, сценаристов и кинозвезд, чтобы показать им красоту Доминиканы. Позже там действительно проводились съемки:
- «Крестный отец 2» (1974) - все сцены, которые по сценарию происходили на Кубе, снимались в Санто-Доминго.
- «Колдун» (1977) – часть съемок проходила в суровых условиях джунглей Доминиканской Республики.
- «Апокалипсис сегодня» (1979) – некоторые сцены были сняты на реке Чавон.

Чарльз Блюдорн умер в 1983 году, а в 1984 его жена Иветт продала собственность братьям Фанхуль – уроженцам Кубы, сахарным магнатам.

## Климат
В Каса-де-Кампо, как и во всей Доминиканской Республике, тропический климат. Температура воздуха зимой и летом отличается не слишком сильно. Самые жаркие месяцы – июль и август, самые холодные – январь и февраль. В июле и августе средняя температура составляет 28 градусов Цельсия, в январе и феврале – 25 градусов.
С мая по ноябрь в Каса-де-Кампо выпадает большинство годовых осадков, это время на южном побережье Доминиканы считается сезоном дождей. Большинство дождей приходится на май – в этом месяце в Каса-де-Кампо выпадает в среднем 218 мм осадков. Следом идут июнь и октябрь – в среднем по 215 и 211 мм осадков соответственно. Январь, февраль и март – самые засушливые месяцы, количество осадков составляет: 61 мм, 51 мм и 53 мм соответственно.

## Природа
В Каса-де-Кампо преобладают тропические растения и деревья.
Среди цветов можно найти: иксору, бугенвиллею, дуранту, розу Байяибе. Последняя считается национальным цветком Доминиканы - выбрана в 2011 году. С 2014 изображение розы Байяибе можно найти на доминиканских песо.
Фрукты в Каса-де-Кампо преимущественно местные: кокосы, ананасы, бананы, авокадо, манго, гуайява, локва, карамбола, сапоте, мамон и другие.
Примечательны сады, созданные Оскаром де ла Рента в Каса-де-Кампо и Пунта-Кана. Дизайнер питал любовь к цветам, в частности к орхидеям, гардении, иланг-илангу, туберозе. На аллее де ла Рента высадил фруктовые деревья и деревья, из которых добывают специи: корицу, кешью и другие. По признанию самого дизайнера, «у фруктов совсем нет вкуса, но цвет – самый прекрасный».
В Каса-де-Кампо есть несколько пляжей, центральный – Минитас. Минитас – песчаный обустроенный пляж, он открыт только для владельцев и временных постояльцев вилл, бунгало и апартаментов. Дикие пляжи можно найти на соседних островах: Санта-Каталине и Саоне. На острова отправляются прогулочные яхты, также есть возможность добраться туда на катамаране.

## Транспорт
У Каса-де-Кампо есть свой международный аэропорт, находящийся в 10 км к северу. У Ла Романа (LRM) есть как коммерческий, так и частный терминалы. Коммерческий обслуживается American Airlines и JetBlue с регулярными рейсами в Майами и Нью-Йорк. Из России и стран СНГ самолёты приземляются в аэропорту Пунта-Кана (POP), который находится в часе езды от Каса-де-Кампо.
На территории курорта действует гелипорт (вертолетная площадка), способный одновременно обслуживать до шести бортов (вертолетов). Дополнительные борта может принимать и обслуживать международный аэропорт Ла Романа (LRM).
Добраться из аэропорта в «деревню миллионеров» и в аэропорт из неё можно только на такси или собственном автотранспорте. Обыкновенные рейсовые автобусы в закрытый курортный городок не заходят. Въезд в него только по пропускам и платный.
Основной транспорт для передвижения по территории Каса-де-Кампо – собственные автомобили резидентов и временных постояльцев. Можно взять в аренду гольф-кар вмещающий от 4 до 8 человек.

## Места, представляющие туристический интерес

### Поля длягольфа
36 действующих полей для гольфа. В 2010 году 4 из них вошли в топ-50 лучших гольф-полей Карибского региона и Мексики по версии журнала Golfweek. Поле Teeth of the Dog вошло в первую пятерку. В 2014 году было признано лучшим карибским полем для гольфа по версии World Golf Awards. Поле было создано архитекторами Питом и Элис Дай в 1971 году.
Гольф-туризм – один из самых распространенных видов туризма в Каса-де-Кампо. Здесь постоянно проводятся чемпионаты. В 2015 году Каса-де-Кампо принимал летний международный турнир по гольфу PGA TOUR Latinoamérica.

### Гавань
Марина (гавань) рассчитана на 370 яхт, площадь гавани – более 90000 м². Марина может принимать корабли от 30 до 250 футов длиной. При гавани есть действующий яхт-клуб. Есть возможность приобрести яхту на месте.

### Парусная школа
Парусная школа Scuola della Vela принимает учеников от 12 лет. Для обучения доступны судна от 3 до 10 метров.

### Отель
Пятизвездочный отель включает в себя 155 комнат и 60 номеров класса люкс, а также комплекс вилл. Располагается в 9 километрах от аэропорта Каса-де-Кампо. У отеля есть собственный пляж, бассейны, теннисные поля.

### Виллы
Виллы и дома в Каса-де-Кампо предназначены для аренды и продажи, некоторые из них располагаются на первой береговой линии.

### Поля для конного поло
На протяжении трех лет по инициативе Международнай Федерации конного поло полуфиналы мирового чемпионата по этому спорту проводятся на трех полях Каса-де-Кампо. Для прогулок доступно около 30 лошадей, 15 – для выездки, 80 – для игры в поло.

### Теннисные корты
Всего в Каса-де-Кампо 13 теннисных кортов, 10 из них постоянно освещаются. Принадлежат к клубу La Terraza Tennis Center. Есть возможность воспользоваться услугами тренеров разных уровней подготовки. Уроки даются всем вне зависимости от возраста. Ежегодно проводится международный турнир на кубок Каса-де-Кампо, который привлекает до 250 игроков из 14 стран мира. 

## Известные личности и Каса-де-Кампо
В 1982 году Фрэнк Синатра пел на открытии амфитеатра в Альтос-де-Чавон, построенного компанией Чарльза Блюдорна.
Певец Стинг неоднократно давал концерты в амфитеатре Альтос-де-Чавон.
В амфитеатре также выступали: Pet Shop Boys, Хулио Иглесиас, Пласидо Доминго, Андреа Бочелли, Элтон Джон, Хуан Луис Герра и другие.
В разное время в Каса-де-Кампо отдыхали и/или приобретали недвижимость: Jay Z, Бейонсе, Камерон Диас, Дженнифер Лопеc, Марк Энтони, Шакира, Вин Дизель.
В церкви святого Станислава в Каса-де-Кампо в 1994 году венчались Майкл Джексон и дочь Элвиса Пресли – Лиза Мария Пресли.